# Wageningen Campus
Wageningen Campus is als universiteitscampus de centrale locatie voor onderwijs en onderzoek van Wageningen University.

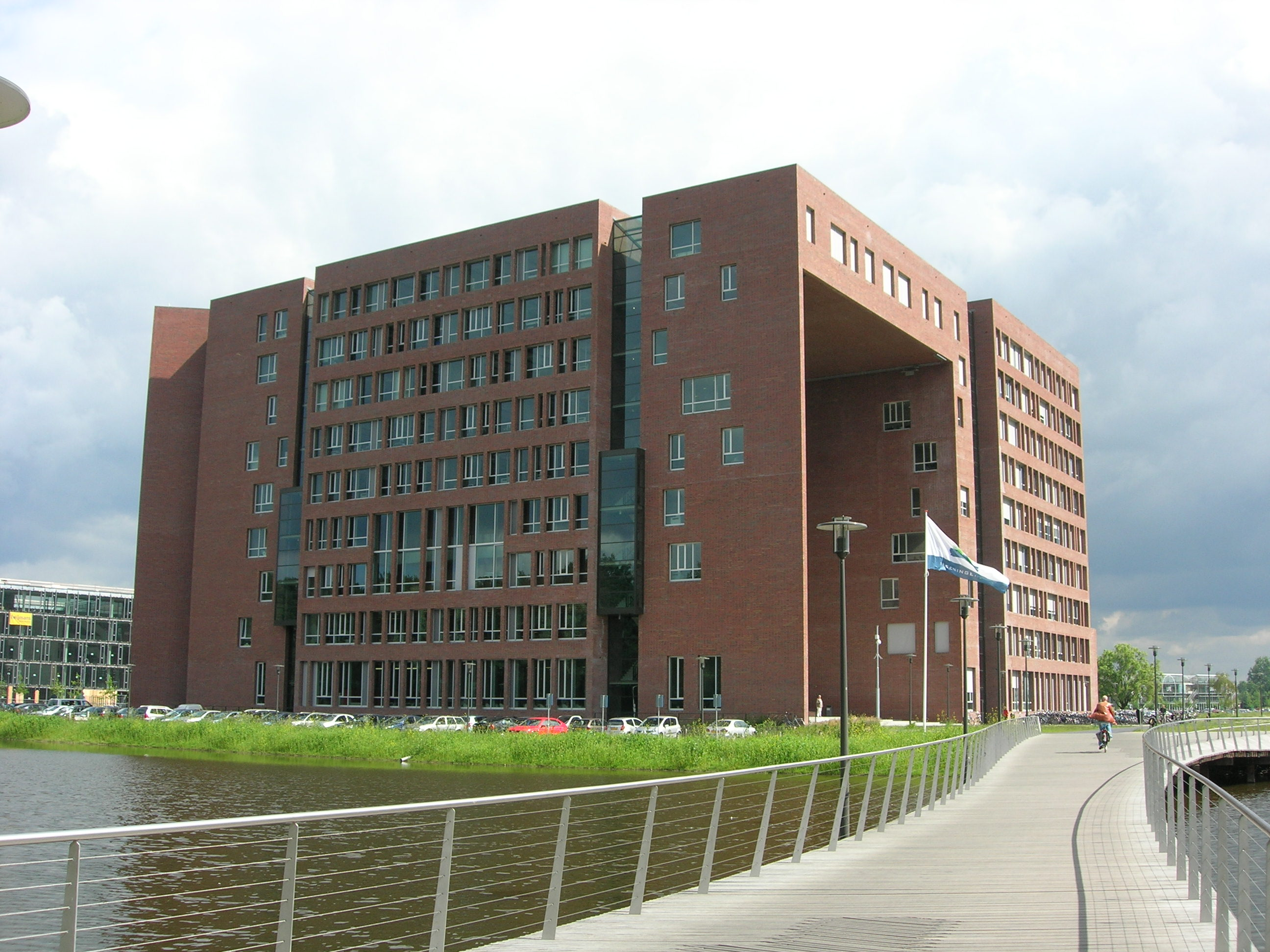
Forum, het onderwijsgebouw van Wageningen Universiteit

## Ligging
De campus is gelegen aan de noordzijde van Wageningen, tussen de Mansholtlaan in het oosten en de Dijkgraaf in het westen. De Bornsesteeg doorsnijdt de campus van zuid naar noord. Rondom de campus bevinden zich gerelateerde bedrijven en proefvelden. De campus is via de Mansholtlaan verbonden met zowel Wageningen als de autosnelweg A12.

## Geschiedenis
Het terrein is gelegen in de Gelderse Vallei, waar vanuit de stuwwal van Wageningen-Ede kwel uit de bodem komt. Derhalve is het terrein vanouds zeer nat. In de late middeleeuwen werd een groot deel van de zuidelijke vallei ontgonnen en verdeeld, waarbij een regelmatig patroon van wegen werd aangelegd. De Droevendaalsesteeg, Bornsesteeg en Mansholtlaan zijn wegen die in aanleg uit deze periode dateren.
In de Nieuwe tijd kende het gebied een gevarieerd grondgebruik: grasland, hakhout en bouwland. De percelen waren omheind door natuurlijke afrasteringen, waaronder hagen en elzensingels.
Kort na de Tweede Wereldoorlog vestigden zich hier de eerste instituten van de latere Dienst Landbouwkundig Onderzoek, met name ten westen van de Bornsesteeg. Aan weerszijden van de Mansholtlaan bevonden zich het IVT (Instituut voor de Veredeling van Tuinbouwgewassen) en het IMAG (Instituut Voor Milieu- en Agritechniek). Tussen de Bornsesteeg en de Mansholtlaan bevonden zich proefvelden van deze instituten. In 1998 vestigden het IBN-DLO en Staring Centrum zich aan de Droevendaalsesteeg; kort hierna fuseerden zij tot Alterra.

## Wageningen Campus
Toen omstreeks 2000 de integratie plaatsvond van de instituten met de toenmalige Landbouwuniversiteit tot Wageningen University and Research, kwam de ideeënontwikkeling op gang om de oude campus op De Dreijen te verlaten en de bestaande bebouwing op wat toen nog De Born heette, uit te breiden tot een nieuwe campus. Het gebouw van het IVT en enkele andere panden werden afgebroken.
Uiteindelijk leidde dit tot de opening van de nieuwe gebouwen Forum en Atlas in 2007, respectievelijk bedoeld voor huisvesting van alle onderwijsfaciliteiten en van onderzoekers van de Environmental Sciences Group. In het Forum kregen ook de universiteitsbibliotheek en hogeschool Van Hall Larenstein een plek. In Atlas is ook het bestuurscentrum gevestigd. In 2009 werd Radix geopend, bedoeld voor de Plant Sciences Group.
In 2009 werd bekendgemaakt dat de verhuizing van andere instituten en leerstoelgroepen naar de nieuwe campus wordt versneld, en dat er een tweede onderwijsgebouw met de naam Orion zal worden gebouwd. Dit gebouw werd in 2013 geopend.
Ook bedrijven verwant aan het onderwijs- en onderzoeksdomein van Wageningen University & Research vestigen zich op de campus. Zo heeft FrieslandCampina in 2013 er de deuren geopend van een nieuwe vestiging.